# Alpine Skiweltmeisterschaften 2013
Die 42. Alpinen Skiweltmeisterschaften fanden vom 4. bis 17. Februar 2013 in Schladming statt.
Die Wahl des Austragungsortes erfolgte am 29. Mai 2008 in Kapstadt (Südafrika) durch den 46. FIS-Kongress. Schladming setzte sich bereits im ersten Wahlgang deutlich (mit 10 von 16 Stimmen) in der Abstimmung gegen die Bewerbungen aus Cortina d’Ampezzo (Italien), St. Moritz (Schweiz) und Vail/Beaver Creek (USA) durch.
Schladming hat, gemeinsam mit Haus im Ennstal, bereits die Alpine Skiweltmeisterschaften 1982 veranstaltet und sich erfolglos für die Austragung der Weltmeisterschaften 2009 und 2011 beworben. Nach der Vergabe der Weltmeisterschaften 2013 durch die FIS bestimmte das International Council for Ski Mountaineering Competitions (ISMC) Schladming auch als Austragungsort für die Weltmeisterschaft im Skibergsteigen 2011.

## Pisten

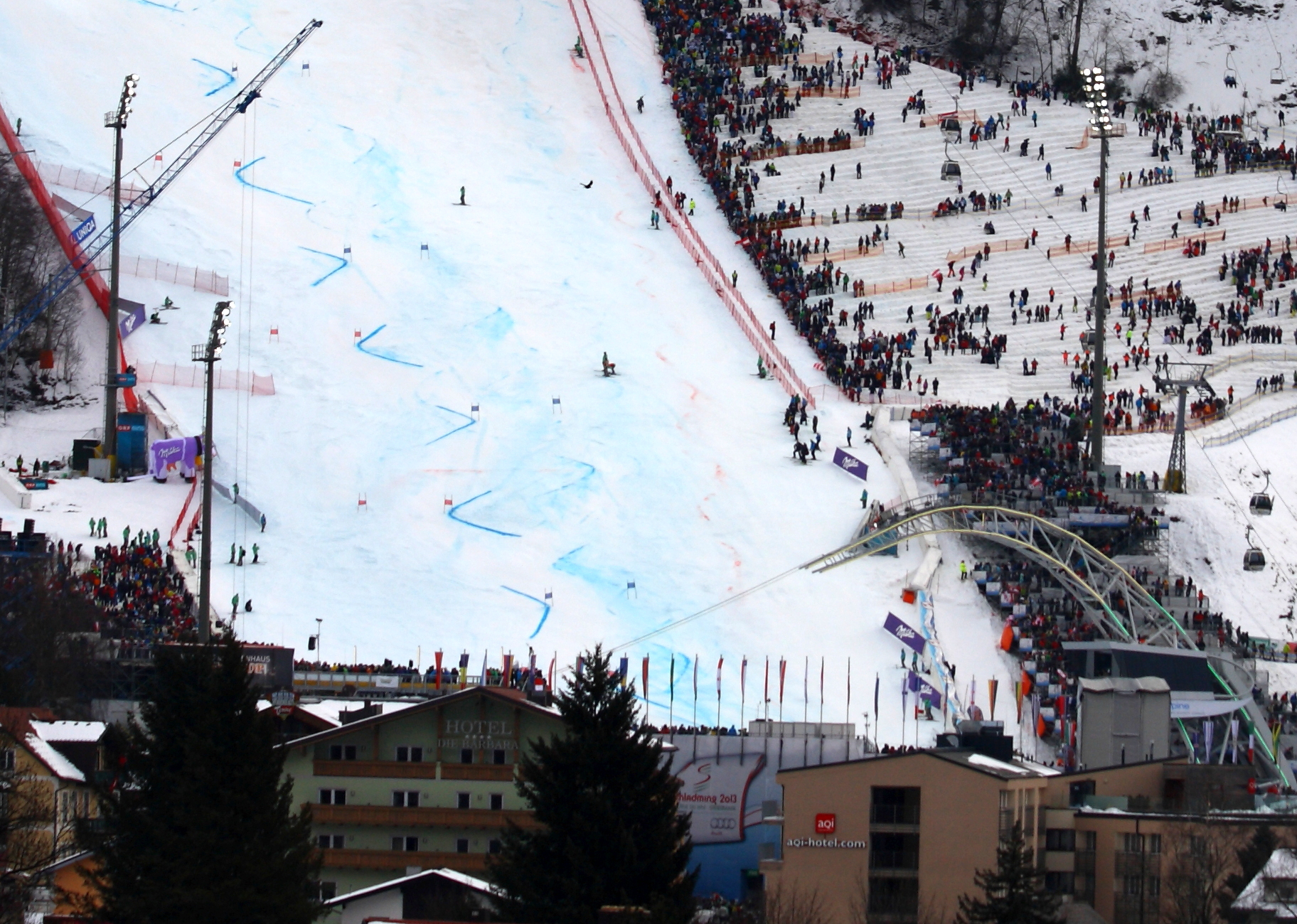
Zielarena des Planaistadions in Schladming

Im Gegensatz zu den Weltmeisterschaften 1982, wo Abfahrt, Slalom und Kombination der Damen im benachbarten Haus im Ennstal ausgetragen wurden, fanden 2013 sämtliche Medaillenentscheidungen auf dem Hausberg von Schladming, der Planai, statt, und zwar auf den Skipisten „Planai“ (Herrenrennen, Damen-Riesenslalom, Mannschaftswettbewerb) und „Streicher“ (alle übrigen Damenrennen). Beide Strecken enden im selben Zielstadion in unmittelbarer Nähe zum Stadtzentrum.
Wegen der zahlreichen Nennungen im Herren-Riesenslalom und Herren-Slalom wurden für alle nicht direkt qualifizierten Läufer Qualifikationsrennen auf der nahegelegenen Reiteralm ausgetragen, die auch als FIS-Rennen gewertet werden.

## Teilnehmer
Zu Beginn der Weltmeisterschaften waren 609 Athleten aus 70 Ländern gemeldet, deren Zahl bis zum 15. Februar 2013 sich durch 3 Nachmeldungen aus 3 Ländern auf 612 Athleten aus 72 Ländern erhöhte. Sie kämpften um insgesamt 33 Medaillen.
| - Albanien - Amerikanische Jungferninseln - Andorra - Argentinien - Armenien - Aserbaidschan - Australien - Belgien - Bosnien und Herzegowina - Brasilien - Bulgarien - Chile - Volksrepublik China - Dänemark - Deutschland - Estland - Finnland - Frankreich - Georgien - Griechenland - Haiti - Indien - Iran - Irland | - Island - Israel - Italien - Jamaika - Japan - Kanada - Kasachstan - Kirgisistan - Kroatien - Lettland - Libanon - Liechtenstein - Litauen - Luxemburg - Malta - Mazedonien - Mexiko - Moldau - Monaco - Montenegro - Neuseeland - Niederlande - Norwegen - Österreich | - Peru - Polen - Portugal - Puerto Rico - Rumänien - Russland - San Marino - Schweden - Schweiz - Serbien - Slowakei - Slowenien - Spanien - Südkorea - Südafrika - Taiwan - Tschechien - Ukraine - Ungarn - Usbekistan - Vereinigtes Königreich - Vereinigte Staaten - Belarus - Zypern |

## Medaillenspiegel

### Nationen
| Medaillenspiegel (nach allen 11 Bewerben) | Medaillenspiegel (nach allen 11 Bewerben) | Medaillenspiegel (nach allen 11 Bewerben) | Medaillenspiegel (nach allen 11 Bewerben) | Medaillenspiegel (nach allen 11 Bewerben) | Medaillenspiegel (nach allen 11 Bewerben) |
| Platz                                     | Land                                      | Gold                                      | Silber                                    | Bronze                                    | Gesamt                                    |
| ----------------------------------------- | ----------------------------------------- | ----------------------------------------- | ----------------------------------------- | ----------------------------------------- | ----------------------------------------- |
| 01                                        | Vereinigte Staaten                        | 4                                         | —                                         | 1                                         | 5                                         |
| 02                                        | Österreich                                | 2                                         | 2                                         | 4                                         | 8                                         |
| 03                                        | Frankreich                                | 2                                         | 1                                         | 1                                         | 4                                         |
| 04                                        | Slowenien                                 | 1                                         | 2                                         | —                                         | 3                                         |
| 05                                        | Deutschland                               | 1                                         | 1                                         | 2                                         | 4                                         |
| 06                                        | Norwegen                                  | 1                                         | —                                         | 1                                         | 2                                         |
| 07                                        | Italien                                   | —                                         | 2                                         | 1                                         | 3                                         |
| 08                                        | Schweden                                  | —                                         | 1                                         | 1                                         | 2                                         |
| 09                                        | Kroatien                                  | —                                         | 1                                         | —                                         | 1                                         |
| 0                                         | Schweiz                                   | —                                         | 1                                         | —                                         | 1                                         |
| Total                                     | Total                                     | 11                                        | 11                                        | 11                                        | 33                                        |

### Sportler
Vorbemerkung: Medaillen im Teamwettbewerb werden ebenfalls mitgezählt, weshalb die Gesamtzahl der Medaillen von derjenigen in der Nationenwertung abweicht.
| Medaillenspiegel (nach allen 11 Bewerben) | Medaillenspiegel (nach allen 11 Bewerben) | Medaillenspiegel (nach allen 11 Bewerben) | Medaillenspiegel (nach allen 11 Bewerben) | Medaillenspiegel (nach allen 11 Bewerben) | Medaillenspiegel (nach allen 11 Bewerben) |
| Platz                                     | Sportler(in)                              | Gold                                      | Silber                                    | Bronze                                    | Gesamt                                    |
| ----------------------------------------- | ----------------------------------------- | ----------------------------------------- | ----------------------------------------- | ----------------------------------------- | ----------------------------------------- |
| 1                                         | Ted Ligety                                | 3                                         | 0                                         | 0                                         | 3                                         |
| 2                                         | Marcel Hirscher                           | 2                                         | 1                                         | 0                                         | 3                                         |
| 3                                         | Tina Maze                                 | 1                                         | 2                                         | 0                                         | 3                                         |
| 4                                         | Michaela Kirchgasser                      | 1                                         | 1                                         | 0                                         | 2                                         |
| 5                                         | Maria Höfl-Riesch                         | 1                                         | 0                                         | 2                                         | 3                                         |
| 6                                         | Nicole Hosp                               | 1                                         | 0                                         | 1                                         | 2                                         |
|                                           | Aksel Lund Svindal                        | 1                                         | 0                                         | 1                                         | 2                                         |
| 8                                         | Marcel Mathis                             | 1                                         | 0                                         | 0                                         | 1                                         |
|                                           | Marion Rolland                            | 1                                         | 0                                         | 0                                         | 1                                         |
|                                           | Philipp Schörghofer                       | 1                                         | 0                                         | 0                                         | 1                                         |
|                                           | Mikaela Shiffrin                          | 1                                         | 0                                         | 0                                         | 1                                         |
|                                           | Carmen Thalmann                           | 1                                         | 0                                         | 0                                         | 1                                         |
|                                           | Tessa Worley                              | 1                                         | 0                                         | 0                                         | 1                                         |
| 14                                        | Frida Hansdotter                          | 0                                         | 1                                         | 1                                         | 2                                         |
|                                           | Felix Neureuther                          | 0                                         | 1                                         | 1                                         | 2                                         |
| 16                                        | Jens Byggmark                             | 0                                         | 1                                         | 0                                         | 1                                         |
|                                           | Gauthier de Tessières                     | 0                                         | 1                                         | 0                                         | 1                                         |
|                                           | Nathalie Eklund                           | 0                                         | 1                                         | 0                                         | 1                                         |
|                                           | Nadia Fanchini                            | 0                                         | 1                                         | 0                                         | 1                                         |
|                                           | Lara Gut                                  | 0                                         | 1                                         | 0                                         | 1                                         |
|                                           | Mattias Hargin                            | 0                                         | 1                                         | 0                                         | 1                                         |
|                                           | Ivica Kostelić                            | 0                                         | 1                                         | 0                                         | 1                                         |
|                                           | André Myhrer                              | 0                                         | 1                                         | 0                                         | 1                                         |
|                                           | Dominik Paris                             | 0                                         | 1                                         | 0                                         | 1                                         |
|                                           | Maria Pietilä-Holmner                     | 0                                         | 1                                         | 0                                         | 1                                         |
| 26                                        | Romed Baumann                             | 0                                         | 0                                         | 1                                         | 1                                         |
|                                           | Fritz Dopfer                              | 0                                         | 0                                         | 1                                         | 1                                         |
|                                           | Lena Dürr                                 | 0                                         | 0                                         | 1                                         | 1                                         |
|                                           | Anna Fenninger                            | 0                                         | 0                                         | 1                                         | 1                                         |
|                                           | Veronique Hronek                          | 0                                         | 0                                         | 1                                         | 1                                         |
|                                           | Stefan Luitz                              | 0                                         | 0                                         | 1                                         | 1                                         |
|                                           | Julia Mancuso                             | 0                                         | 0                                         | 1                                         | 1                                         |
|                                           | Mario Matt                                | 0                                         | 0                                         | 1                                         | 1                                         |
|                                           | Manfred Mölgg                             | 0                                         | 0                                         | 1                                         | 1                                         |
|                                           | David Poisson                             | 0                                         | 0                                         | 1                                         | 1                                         |
| Total                                     | Total                                     | 16                                        | 16                                        | 16                                        | 48                                        |

## Programm
| Datum                   | Uhrzeit             | Herren                                   | Damen                 |
| ----------------------- | ------------------- | ---------------------------------------- | --------------------- |
| Montag, 4. Februar      | 19:00               | Eröffnungsfeier                          | Eröffnungsfeier       |
| Dienstag, 5. Februar    | 11:00               |                                          | Super-G               |
| Mittwoch, 6. Februar    | 11:00               | Super-G                                  |                       |
|                         | 13:30               |                                          | Abfahrt – Training    |
| Donnerstag, 7. Februar  | 10:00               | Abfahrt – Training                       |                       |
|                         | 12:30               |                                          | Abfahrt – Training    |
| Freitag, 8. Februar     | 10:00/14:00         |                                          | Super-Kombination     |
|                         | 12:30               | Abfahrt – Training                       |                       |
| Samstag, 9. Februar     | 11:00               | Abfahrt                                  |                       |
|                         | 13:30               |                                          | Abfahrt – Training    |
| Sonntag, 10. Februar    | 11:00               |                                          | Abfahrt               |
|                         | 13:30               | Abfahrt – Training                       |                       |
| Montag, 11. Februar     | 12:00/18:30         | Super-Kombination                        |                       |
| Dienstag, 12. Februar   | 17:00               | Mannschaftswettbewerb                    | Mannschaftswettbewerb |
| Mittwoch, 13. Februar   | Ruhe- und Ersatztag | Ruhe- und Ersatztag                      | Ruhe- und Ersatztag   |
| Donnerstag, 14. Februar | 10:00/13:30         |                                          | Riesenslalom          |
|                         | 10:00/13:30         | Riesenslalom – Qualifikation (Reiteralm) |                       |
| Freitag, 15. Februar    | 10:00/13:30         | Riesenslalom                             |                       |
| Samstag, 16. Februar    | 10:00/13:30         |                                          | Slalom                |
|                         | 10:00/13:30         | Slalom – Qualifikation (Reiteralm)       |                       |
| Sonntag, 17. Februar    | 10:00/13:30         | Slalom                                   |                       |
|                         | anschließend        | Schlussfeier                             | Schlussfeier          |

## Ergebnisse Herren

### Abfahrt
| Platz | Land | Sportler            | Zeit        |
| ----- | ---- | ------------------- | ----------- |
| 1     | NOR  | Aksel Lund Svindal  | 2:01,32 min |
| 2     | ITA  | Dominik Paris       | 2:01,78 min |
| 3     | FRA  | David Poisson       | 2:02,29 min |
| 4     | AUT  | Klaus Kröll         | 2:02,67 min |
| 5     | FIN  | Andreas Romar       | 2:02,68 min |
| 6     | SUI  | Silvan Zurbriggen   | 2:02,69 min |
| 7     | SUI  | Patrick Küng        | 2:02,86 min |
| 8     | SUI  | Didier Défago       | 2:02,91 min |
| 9     | CAN  | Jan Hudec           | 2:02,99 min |
| 10    | FRA  | Adrien Théaux       | 2:03,03 min |
| …     | …    | …                   | …           |
| 12    | ITA  | Peter Fill          | 2:03,18 min |
| 13    | AUT  | Matthias Mayer      | 2:03,27 min |
| 14    | ITA  | Christof Innerhofer | 2:03,40 min |
| 16    | ITA  | Werner Heel         | 2:03,50 min |
| 19    | SUI  | Carlo Janka         | 2:03,91 min |
| 23    | AUT  | Max Franz           | 2:04,59 min |
| 24    | GER  | Stephan Keppler     | 2:05,00 min |

Datum: Samstag, 9. Februar 2013, 11:00 Uhr
Titelverteidiger: Erik Guay
Strecke: Planai

Starthöhe: 1753 m, Zielhöhe: 777 m, Höhenunterschied: 976 m

Länge: 3334 m, max. Neigung: 72 %

Kurssetzer: Helmuth Schmalzl (ITA)

57 Fahrer am Start, 46 in der Wertung

Ausgeschieden u. a.: Travis Ganong (USA), Erik Guay (CAN), Hannes Reichelt (AUT), Marco Sullivan (USA)

### Super-G
| Platz | Land | Sportler              | Zeit        |
| ----- | ---- | --------------------- | ----------- |
| 1     | USA  | Ted Ligety            | 1:23,96 min |
| 2     | FRA  | Gauthier de Tessières | 1:24,16 min |
| 3     | NOR  | Aksel Lund Svindal    | 1:24,18 min |
| 4     | AUT  | Hannes Reichelt       | 1:24,51 min |
| 5     | AUT  | Matthias Mayer        | 1:24,91 min |
| 6     | FRA  | Alexis Pinturault     | 1:24,99 min |
| 7     | ITA  | Christof Innerhofer   | 1:25,05 min |
| 8     | AUT  | Romed Baumann         | 1:25,17 min |
| 9     | FRA  | Adrien Théaux         | 1:25,21 min |
| 10    | AUT  | Georg Streitberger    | 1:25,30 min |
| …     | …    | …                     | …           |
| 14    | ITA  | Peter Fill            | 1:25,60 min |
| 18    | SUI  | Patrick Küng          | 1:25,88 min |
| 20    | ITA  | Werner Heel           | 1:26,00 min |
| 22    | ITA  | Siegmar Klotz         | 1:26,27 min |
| 24    | GER  | Tobias Stechert       | 1:26,64 min |
| 25    | SUI  | Carlo Janka           | 1:26,73 min |
| 26    | SUI  | Didier Défago         | 1:26,81 min |
| 33    | GER  | Stephan Keppler       | 1:27,55 min |

Datum: Mittwoch, 6. Februar 2013, 11:00 Uhr

Titelverteidiger: Christof Innerhofer

Strecke: Planai

Starthöhe: 1348 m, Zielhöhe: 777 m, Höhenunterschied: 571 m

Länge: 1885 m, max. Neigung: 52 %

Kurssetzer: T. Moger (NOR)

Ausgeschieden u. a.: Kjetil Jansrud (NOR), Andrew Weibrecht (USA)
Von 82 gestarteten Läufern kamen 66 in die Wertung, 13 schieden aus und 3 wurden disqualifiziert. Silvan Zurbriggen (SUI), der die elftbeste Zeit gefahren war, wurde nachträglich wegen zu hoher Skibindungsplatten aus der Wertung genommen.
Kjetil Jansrud zog sich bei einem Sturz einen Kreuzbandriss im linken Knie zu.

### Riesenslalom
| Platz | Land | Sportler            | Zeit 1. Lauf      | Zeit 2. Lauf      | Zeit        |
| ----- | ---- | ------------------- | ----------------- | ----------------- | ----------- |
| 1     | USA  | Ted Ligety          | 1:13,14 min 0(1.) | 1:15,78 min 0(6.) | 2:28,92 min |
| 2     | AUT  | Marcel Hirscher     | 1:14,45 min 0(3.) | 1:15,28 min 0(1.) | 2:29,73 min |
| 3     | ITA  | Manfred Mölgg       | 1:14,58 min 0(4.) | 1:16,09 min 0(9.) | 2:30,67 min |
| 4     | NOR  | Aksel Lund Svindal  | 1:14,44 min 0(2.) | 1:16,27 min (13.) | 2:30,71 min |
| 5     | FRA  | Alexis Pinturault   | 1:15,09 min 0(8.) | 1:15,77 min 0(4.) | 2:30,86 min |
| 6     | ITA  | Davide Simoncelli   | 1:14,91 min 0(6.) | 1:16,09 min 0(9.) | 2:31,00 min |
| 7     | GER  | Fritz Dopfer        | 1:14,72 min 0(5.) | 1:16,39 min (17.) | 2:31,11 min |
| 8     | AUT  | Philipp Schörghofer | 1:15,45 min (11.) | 1:15,72 min 0(5.) | 2:31,17 min |
| 9     | AUT  | Benjamin Raich      | 1:15,04 min 0(7.) | 1:16,28 min (15.) | 2:31,32 min |
| 10    | GER  | Felix Neureuther    | 1:16,30 min (14.) | 1:15,40 min 0(2.) | 2:31,70 min |
| …     | …    | …                   | …                 | …                 | …           |
| 13    | AUT  | Marcel Mathis       | 1:15,13 min 0(9.) | 1:17,04 min (23.) | 2:32,17 min |
| 15    | SUI  | Gino Caviezel       | 1:16,99 min (18.) | 1:15,96 min 0(8.) | 2:32,95 min |
| 71    | LIE  | Marco Pfiffner      |                   |                   | DNQ1        |

Datum: Freitag, 15. Februar 2013, 10:00/13:30 Uhr

Titelverteidiger: Ted Ligety

Strecke: Planai

Starthöhe: 1148 m, Zielhöhe: 745 m

Höhenunterschied: 403 m

Kurssetzer 1. Lauf: Andreas Puelacher (AUT), 53 Tore

Kurssetzer 2. Lauf: Jacques Théolier (FRA), 53 Tore
In der Qualifikation im 1. Lauf ausgeschieden u. a.: Nico Gauer (LIE)

In der Qualifikation im 2. Lauf disqualifiziert: Manuel Hug (LIE)

Ausgeschieden im 1. Lauf u. a.: Marc Berthod (SUI), Thomas Biesemeyer (USA), Thomas Fanara (FRA), Stefan Luitz (GER), Simon Heeb (LIE)

Nicht zum 2. Lauf gestartet: Carlo Janka (SUI)

Ausgeschieden im 2. Lauf u. a.: Didier Défago (SUI)
1Für das Finalrennen nicht qualifiziert

### Slalom
| Platz | Land | Sportlerin        | Zeit 1. Lauf  | Zeit 2. Lauf  | Zeit        |
| ----- | ---- | ----------------- | ------------- | ------------- | ----------- |
| 1     | AUT  | Marcel Hirscher   | 55,56 s 0(1.) | 55,47 s 0(4.) | 1:51,03 min |
| 2     | GER  | Felix Neureuther  | 55,84 s 0(2.) | 55,61 s 0(7.) | 1:51,45 min |
| 3     | AUT  | Mario Matt        | 56,12 s 0(3.) | 55,56 s 0(6.) | 1:51,68 min |
| 4     | SWE  | André Myhrer      | 56,34 s 0(7.) | 55,74 s (12.) | 1:52,08 min |
| 5     | CRO  | Ivica Kostelić    | 56,56 s 0(9.) | 55,59 s 0(9.) | 1:52,15 min |
| 6     | FRA  | Alexis Pinturault | 56,56 s 0(9.) | 55,71 s (11.) | 1:52,27 min |
| 7     | GER  | Fritz Dopfer      | 56,22 s 0(5.) | 56,30 s (23.) | 1:52,52 min |
| 8     | SWE  | Jens Byggmark     | 56,99 s (12.) | 55,86 s (15.) | 1:52,85 min |
| 9     | SWE  | Mattias Hargin    | 56,94 s (11.) | 56,02 s (19.) | 1:52,96 min |
| 10    | SLO  | Mitja Valenčič    | 57,75 s (17.) | 55,45 s 0(3.) | 1:53,20 min |
| -     | -    | -                 | -             | -             | -           |
| 13    | AUT  | Benjamin Raich    | 56,55 s 0(8.) | 57,07 s (24.) | 1:53,62 min |
| 17    | SUI  | Markus Vogel      | 58,15 s (20.) | 55,91 s (16.) | 1:54,06 min |
| 18    | SUI  | Marc Gini         | 58,65 s (25.) | 55,49 s 0(5.) | 1:54,14 min |
| 21    | GER  | Stefan Luitz      | 58,62 s (23.) | 56,04 s (20.) | 1:54,66 min |
| 28    | SUI  | Reto Schmidiger   | 60,83 s (38.) | 58,08 s (27.) | 1:58,91 min |
| 34    | LIE  | Marco Pfiffner    | 61,66 s (42.) | 60,93 s (34.) | 2:02,59 min |

Datum: Sonntag, 17. Februar 2013, 10:00/13:30 Uhr

Titelverteidiger: Jean-Baptiste Grange

Strecke: Planai

Starthöhe: 961 m, Zielhöhe: 745 m

Höhenunterschied: 216 m

Kurssetzer 1. Lauf: Marco Pfeifer (SWE), 66 Tore

Kurssetzer 2. Lauf: David Chastan (FRA), 66 Tore
Am 16. Februar wurde ein Qualifikationsslalom mit 137 Startern (nachdem zwei nicht angetreten waren) gefahren, wovon 45 ins Klassement kamen.

100 Teilnehmer gab es beim Original-Slalom am 17. Februar.
Ausgeschieden im 1. Lauf u. a.: Giuliano Razzoli (ITA), Ted Ligety (USA), Naoki Yuasa (JPN), David Chodounsky (USA), Ramon Zenhäusern (SUI)

Ausgeschieden im 2. Lauf u. a.: Manfred Mölgg (ITA), Patrick Thaler (ITA), Manfred Pranger (AUT), Steve Missillier (FRA), Markus Larsson (SWE), Henrik Kristoffersen (NOR)

Titelverteidiger Grange belegte mit 2,43 s Rückstand Rang 12 – Bestzeit im 2. Durchgang fuhr der Slowake Adam Žampa in 55,25 s was ihn nach Rang 19 nach dem ersten Lauf den 15. Endrang in 113,89 s brachte

### Super-Kombination
| Platz | Land | Sportler          | Abfahrt           | Slalom            | Gesamtzeit  |
| ----- | ---- | ----------------- | ----------------- | ----------------- | ----------- |
| 1     | USA  | Ted Ligety        | 2:02,10 min 0(6.) | 0:54,86 min 0(2.) | 2:56,96 min |
| 2     | CRO  | Ivica Kostelić    | 2:02,75 min (10.) | 0:55,36 min 0(4.) | 2:58,11 min |
| 3     | AUT  | Romed Baumann     | 2:01,38 min 0(1.) | 0:56,75 min (11.) | 2:58,13 min |
| 4     | FIN  | Andreas Romar     | 2:02,93 min (13.) | 0:55,37 min 0(5.) | 2:58,30 min |
| 5     | SUI  | Sandro Viletta    | 2:03,17 min (16.) | 0:55,21 min 0(3.) | 2:58,38 min |
| 6     | FRA  | Alexis Pinturault | 2:04,73 min (22.) | 0:53,68 min 0(1.) | 2:58,41 min |
| 7     | SUI  | Silvan Zurbriggen | 2:03,01 min (14.) | 0:55,41 min 0(6.) | 2:58,42 min |
| 8     | SUI  | Carlo Janka       | 2:02,41 min 0(8.) | 0:56,24 min (10.) | 2:58,65 min |
| 9     | ITA  | Dominik Paris     | 2:02,07 min 0(5.) | 0:56,81 min (12.) | 2:58,88 min |
| 10    | AUT  | Matthias Mayer    | 2:02,16 min 0(7.) | 0:57,21 min (14.) | 2:59,37 min |
| …     | …    | …                 | …                 | …                 | …           |
| 25    | SUI  | Marc Berthod      | 2:03,12 min (15.) | 1:10,13 min (27.) | 3:13,25 min |

Datum: Montag, 11. Februar 2013 (12:00/18:15 Uhr)
Titelverteidiger: Aksel Lund Svindal
Abfahrtsstrecke: Planai

Starthöhe: 1753 m, Zielhöhe: 777 m

Länge: 3366 m, Höhenunterschied: 976 m

Kurssetzer: Helmuth Schmalzl (ITA), 39 Tore
Slalomstrecke: Planai

Starthöhe: 961 m, Zielhöhe: 745 m

Höhenunterschied: 216 m

Kurssetzer: F. Perrin (FRA), 64 Tore
Für die Super-Kombination waren 53 Läufer gemeldet, 28 kamen in die Wertung.

Ausgeschieden in der Abfahrt u. a.: Will Brandenburg (USA), Siegmar Klotz (ITA)

Ausgeschieden im Slalom u. a.: Christof Innerhofer (ITA), Thomas Mermillod Blondin (FRA), Benjamin Raich (AUT), Aksel Lund Svindal (NOR), Adrien Théaux (FRA)

## Ergebnisse Damen

### Abfahrt
| Platz | Land | Sportlerin                    | Zeit        |
| ----- | ---- | ----------------------------- | ----------- |
| 1     | FRA  | Marion Rolland                | 1:50,00 min |
| 2     | ITA  | Nadia Fanchini                | 1:50,16 min |
| 3     | GER  | Maria Höfl-Riesch             | 1:50,70 min |
| 4     | SUI  | Nadja Kamer                   | 1:50,74 min |
| 5     | USA  | Julia Mancuso                 | 1:50,85 min |
| 6     | USA  | Stacey Cook                   | 1:50,91 min |
| 7     | SLO  | Tina Maze                     | 1:51,21 min |
| 8     | AUT  | Andrea Fischbacher            | 1:51,23 min |
| 9     | ITA  | Elena Fanchini                | 1:51,45 min |
| 10    | AUT  | Elisabeth Görgl               | 1:51,48 min |
| 11    | AUT  | Anna Fenninger                | 1:51,55 min |
| …     | …    | …                             | …           |
| 13    | LIE  | Tina Weirather                | 1:51,77 min |
| 16    | SUI  | Lara Gut                      | 1:51,96 min |
| 18    | AUT  | Regina Sterz                  | 1:52,05 min |
| 20    | SUI  | Marianne Kaufmann-Abderhalden | 1:52,32 min |

Datum: Sonntag, 10. Februar 2013, 11:00 Uhr

Titelverteidigerin: Elisabeth Görgl

Strecke: Streicher

Starthöhe: 1479 m, Zielhöhe: 771 m, Höhenunterschied: 708 m

Länge: 3050 m, max. Neigung: 48 %
Ausgeschieden: Stefanie Moser (AUT), Veronique Hronek (GER), Dominique Gisin (SUI), Daniela Merighetti (ITA). Nicht gestartet: Marija Kirkowa (BUL)

### Super-G
| Platz | Land | Sportlerin           | Zeit        |
| ----- | ---- | -------------------- | ----------- |
| 1     | SLO  | Tina Maze            | 1:35,39 min |
| 2     | SUI  | Lara Gut             | 1:35,77 min |
| 3     | USA  | Julia Mancuso        | 1:35,91 min |
| 4     | ITA  | Sofia Goggia         | 1:35,96 min |
| 5     | SUI  | Fabienne Suter       | 1:36,25 min |
| 6     | SLO  | Ilka Štuhec          | 1:36,28 min |
| 7     | ITA  | Daniela Merighetti   | 1:36,32 min |
| 8     | GER  | Viktoria Rebensburg  | 1:36,33 min |
| 9     | AUT  | Andrea Fischbacher   | 1:36,40 min |
| 10    | SUI  | Dominique Gisin      | 1:36,57 min |
| 11    | AUT  | Elisabeth Görgl      | 1:36,64 min |
| 11    | AUT  | Nicole Schmidhofer   | 1:36,64 min |
| …     | …    | …                    | …           |
| 17    | AUT  | Regina Sterz         | 1:37,09 min |
| 19    | SUI  | Fränzi Aufdenblatten | 1:37,36 min |
| 30    | GER  | Lena Dürr            | 1:39,66 min |

Datum: Dienstag, 5. Februar 2013, 14:30 Uhr

Titelverteidigerin: Elisabeth Görgl

Strecke: Streicher

Starthöhe: 1331 m, Zielhöhe: 771 m, Höhenunterschied: 560 m

Länge: 2218 m, max. Neigung: 48 %

Kurssetzer: Daniele Petrini (SUI), 49 Tore
Der Start des Rennens hätte ursprünglich um 11:00 Uhr erfolgen sollen, musste aber wegen ungenügender Sichtverhältnisse mehrmals verschoben werden. Das Rennen begann schließlich um 14:30 Uhr.
Für den Super-G waren 59 Läuferinnen genannt, davon erreichten 30 erfolgreich das Ziel. Ausgeschieden sind Tina Weirather (LIE), Lindsey Vonn (USA), Maria Höfl-Riesch (GER), Anna Fenninger (AUT), Ragnhild Mowinckel (NOR) und Veronique Hronek (GER). Wegen des erneut aufziehenden Nebels musste das Rennen nach 36 Läuferinnen abgebrochen werden, wurde aber gewertet.
Überschattet wurde das Rennen durch den schweren Sturz der Favoritin Lindsey Vonn, die mit einer schweren Knieverletzung per Hubschrauber ins Krankenhaus von Schladming geflogen werden musste.

### Riesenslalom
| Platz | Land | Sportlerin           | Zeit 1. Lauf      | Zeit 2. Lauf      | Zeit        |
| ----- | ---- | -------------------- | ----------------- | ----------------- | ----------- |
| 1     | FRA  | Tessa Worley         | 1:04,90 min 0(1.) | 1:03,16 min 0(1.) | 2:08,06 min |
| 2     | SLO  | Tina Maze            | 1:05,99 min 0(4.) | 1:03,19 min 0(2.) | 2:09,18 min |
| 3     | AUT  | Anna Fenninger       | 1:05,75 min 0(3.) | 1:03,49 min 0(3.) | 2:09,24 min |
| 4     | AUT  | Kathrin Zettel       | 1:05,42 min 0(2.) | 1:04,18 min (16.) | 2:09,60 min |
| 5     | SWE  | Frida Hansdotter     | 1:06,55 min 0(5.) | 1:03,79 min 0(7.) | 2:10,34 min |
| 6     | USA  | Mikaela Shiffrin     | 1:06,55 min 0(5.) | 1:03,81 min 0(9.) | 2:10,36 min |
| 7     | SUI  | Lara Gut             | 1:06,93 min (10.) | 1:03,51 min 0(4.) | 2:10,44 min |
| 8     | CAN  | Marie-Michèle Gagnon | 1:06,78 min 0(7.) | 1:03,91 min (10.) | 2:10,69 min |
| 9     | GER  | Maria Höfl-Riesch    | 1:07,34 min (14.) | 1:03,74 min 0(6.) | 2:11,08 min |
| 10    | SLO  | Ana Drev             | 1:07,28 min (13.) | 1:03,93 min (12.) | 2:11,21 min |
| 11    | ITA  | Manuela Mölgg        | 1:07,47 min (16.) | 1:03,92 min (11.) | 2:11,39 min |
| 11    | GER  | Viktoria Rebensburg  | 1:06,97 min (11.) | 1:04,42 min (19.) | 2:11,39 min |
| -     | -    | -                    | -                 | -                 | -           |
| 17    | GER  | Veronique Hronek     | 1:08,14 min (21.) | 1:04,04 min (13.) | 2:12,18 min |
| 23    | AUT  | Elisabeth Görgl      | 1:08,10 min (19.) | 1:05,15 min (26.) | 2:13,25 min |
| 26    | SUI  | Wendy Holdener       | 1:08,65 min (25.) | 1:04,98 min (24.) | 2:13,63 min |
| 27    | LIE  | Tina Weirather       | 1:08,36 min (24.) | 1:05,29 min (27.) | 2:13,65 min |

Datum: Donnerstag, 14. Februar 2013, 10:00/13:30 Uhr

Titelverteidigerin: Tina Maze

Strecke: Planai

Starthöhe: 1105 m, Zielhöhe: 745 m

Höhenunterschied: 360 m

Kurssetzer 1. Lauf: Christian Brüesch (FIN), 42 Tore

Kurssetzer 2. Lauf: Günther Obkirchner (AUT), 45 Tore
Für den Riesenslalom waren 139 Läuferinnen gemeldet, von denen 2 im 1. Lauf nicht starteten.
 Ausgeschieden im 1. Lauf sind 34 Teilnehmerinnen u. a.: Nadia Fanchini (ITA), Anémone Marmottan (FRA), Dominique Gisin (SUI), davon 7 durch Disqualifikation, darunter Michaela Kirchgasser (AUT).
Zum 2. Lauf waren die 60 zeitschnellsten Läuferinnen des 1. Laufes startberechtigt, von denen 4 nicht starteten: Lena Dürr (GER), Denise Karbon (ITA), Carolina Ruiz Castillo (ESP), Fabienne Suter (SUI).

Ausgeschieden im 2. Lauf sind 5 Läuferinnen, u. a.: Sara Hector (SWE), Laurenne Ross (USA), davon eine durch Disqualifikation.

### Slalom
| Platz | Land | Sportlerin              | Zeit 1. Lauf  | Zeit 2. Lauf  | Zeit        |
| ----- | ---- | ----------------------- | ------------- | ------------- | ----------- |
| 1     | USA  | Mikaela Shiffrin        | 50,59 s 0(3.) | 49,26 s 0(4.) | 1:39,85 min |
| 2     | AUT  | Michaela Kirchgasser    | 50,96 s 0(6.) | 49,11 s 0(2.) | 1:40,07 min |
| 3     | SWE  | Frida Hansdotter        | 50,41 s 0(1.) | 49,70 s (12.) | 1:40,11 min |
| 4     | FIN  | Tanja Poutiainen        | 50,58 s 0(2.) | 49,88 s (18.) | 1:40,46 min |
| 5     | SLO  | Tina Maze               | 50,88 s 0(5.) | 49,73 s (14.) | 1:40,61 min |
| 6     | SWE  | Maria Pietilä-Holmner   | 51,92 s (13.) | 48,99 s 0(1.) | 1:40,91 min |
| 7     | SVK  | Veronika Velez-Zuzulová | 51,21 s 0(7.) | 49,97 s (20.) | 1:41,18 min |
| 8     | CZE  | Šárka Záhrobská         | 51,87 s (11.) | 49,35 s 0(5.) | 1:41,22 min |
| 9     | AUT  | Marlies Schild          | 51,84 s (10.) | 49,59 s 0(7.) | 1:41,43 min |
| 10    | AUT  | Kathrin Zettel          | 51,91 s (12.) | 49,61 s 0(8.) | 1:41,52 min |
| 11    | SUI  | Wendy Holdener          | 52,00 s (14.) | 49,62 s 0(9.) | 1:41,62 min |
| 12    | AUT  | Bernadette Schild       | 52,46 s (20.) | 49,20 s 0(3.) | 1:41,66 min |
| -     | -    | -                       | -             | -             | -           |
| 15    | AUT  | Nicole Hosp             | 51,82 s 0(9.) | 50,08 s (22.) | 1:41,90 min |
| 21    | GER  | Lena Dürr               | 52,42 s (17.) | 50,50 s (25.) | 1:42,92 min |
| 26    | SUI  | Michelle Gisin          | 53,86 s (29.) | 50,35 s (24.) | 1:44,21 min |
| 29    | LIE  | Marina Nigg             | 53,97 s (31.) | 51,86 s (30.) | 1:45,83 min |
| 48    | LIE  | Joana Frick             | 58,49 s (58.) | 54,86 s (44.) | 1:53,35 min |

Datum: Samstag, 16. Februar 2013, 10:00/13:30 Uhr

Titelverteidigerin: Marlies Schild

Strecke: Streicher

Starthöhe: 940 m, Zielhöhe: 745 m

Höhenunterschied: 195 m

Kurssetzer 1. Lauf: Jim Pollock (CAN), 61 Tore

Kurssetzer 2. Lauf: Rudi Soulard (SWE), 63 Tore
Das Rennen entwickelte sich zu einer Marathon-Veranstaltung, denn zum ersten Lauf traten 138 von 139 gemeldeten Starterinnen an, und nach dem ersten Lauf waren noch 102 im Klassement, von denen aber nur 60 für den zweiten Durchgang qualifiziert waren und (nach 5 Ausfällen) 55 ins Klassement kamen. Wie im Weltcup starteten vorerst die Top 30 in gestürzter Reihenfolge, somit die Kanadierin Elli Terwiel vor der Schweizerin Michelle Gisin, Hansdotter war die Letzte dieser Reihe – danach folgten die Damen ab Rang 31 (Marina Nigg (LIE))
Ausgeschieden im 1. Lauf u. a.: Irene Curtoni (ITA), Christina Geiger (GER), Nina Løseth (NOR), Petra Vlhová (SVK)

Ausgeschieden im 2. Lauf u. a.: Maria Höfl-Riesch (GER), Michela Azzola (ITA), Mona Løseth (NOR).
Marlies Schild war als Titelverteidigerin startberechtigt und bestritt ihr erstes Rennen nach einer zweimonatigen Verletzungspause.

### Super-Kombination
| Platz | Land | Sportlerin                    | Abfahrt           | Slalom             | Gesamtzeit  |
| ----- | ---- | ----------------------------- | ----------------- | ------------------ | ----------- |
| 1     | GER  | Maria Höfl-Riesch             | 1:49,87 min 0(4.) | 0:50,05 min 0(2.)  | 2:39,92 min |
| 2     | SLO  | Tina Maze                     | 1:49,67 min 0(1.) | 0:50,71 min 0(5.)  | 2:40,38 min |
| 3     | AUT  | Nicole Hosp                   | 1:50,99 min 0(9.) | 0:49,93 min 0(1.)  | 2:40,92 min |
| 4     | AUT  | Michaela Kirchgasser          | 1:51,36 min (16.) | 0:50,20 min 0(3.)  | 2:41,56 min |
| 5     | AUT  | Kathrin Zettel                | 1:51,28 min (13.) | 0:50,43 min 0(4.)  | 2:41,71 min |
| 6     | AUT  | Elisabeth Görgl               | 1:49,72 min 0(3.) | 0:52,52 min (11.)  | 2:42,24 min |
| 7     | ITA  | Sofia Goggia                  | 1:50,07 min 0(6.) | 0:52,62 min (16.)  | 2:42,69 min |
| 8     | USA  | Julia Mancuso                 | 1:51,60 min (19.) | 0:51,65 min 0(7.)  | 2:43,25 min |
| 9     | SWE  | Sara Hector                   | 1:52,20 min (25.) | 0:51,39 min 0(6.)  | 2:43,59 min |
| 10    | SUI  | Dominique Gisin               | 1:51,09 min (10.) | 0:52,51 min (10.)  | 2:43,60 min |
| …     | …    | …                             | …                 | …                  | …           |
| 12    | GER  | Veronique Hronek              | 1:51,69 min (21.) | 0:52,20 min 0(9.)  | 2:43,89 min |
| 14    | SUI  | Marianne Kaufmann-Abderhalden | 1:51,44 min (17.) | 0:53,26 min 0(17.) | 2:44,70 min |

Datum: Freitag, 8. Februar 2013 (10:00/14:00 Uhr)
Titelverteidigerin: Anna Fenninger
Abfahrtsstrecke: Streicher

Starthöhe: 1479 m, Zielhöhe: 771 m

Länge: 3050 m, Höhenunterschied: 708 m

Kurssetzer: Jan Tischhauser (SUI), 45 Tore
Slalomstrecke: Streicher

Starthöhe: 940 m, Zielhöhe: 745 m

Höhenunterschied: 196 m

Kurssetzer: Livio Magoni (SLO), 60 Tore
Für die Super-Kombination waren 47 Läuferinnen gemeldet, von denen 1 nicht startete.

Ausgeschieden in der Abfahrt durch Disqualifikation: 1.

Im Slalom starteten 4 Läuferinnen nicht: Nadja Kamer (SUI), Daniela Merighetti (ITA), Leanne Smith (USA), Tina Weirather (LIE)

Ausgeschieden im Slalom sind 9 Teilnehmerinnen, darunter: Anna Fenninger (AUT), Lara Gut (SUI), Lotte Smiseth Sejersted (NOR), Ilka Štuhec (SLO).

## Mannschaftswettbewerb
| Platz | Land | Sportler |
| ----- | ---- | --- |
| 1     | AUT  | Marcel Hirscher Nicole Hosp Michaela Kirchgasser Philipp Schörghofer Carmen Thalmann Ersatzfahrer: Marcel Mathis |
| 2     | SWE  | Frida Hansdotter Mattias Hargin André Myhrer Maria Pietilä-Holmner Ersatzfahrer: Jens Byggmark, Nathalie Eklund  |
| 3     | GER  | Fritz Dopfer Lena Dürr Maria Höfl-Riesch Felix Neureuther Ersatzfahrer: Veronique Hronek, Stefan Luitz           |
| 4     | CAN  | Phil Brown Marie-Michèle Gagnon Michael Janyk Erin Mielzynski Brittany Phelan Ersatzfahrer: Elli Terwiel         |
| …     | …    | … |
| 9     | LIE  | Anna-Laura Bühler Simon Heeb Marina Nigg Marco Pfiffner Ersatzfahrer: Joana Frick, Nico Gauer                    |
| 9     | SUI  | Gino Caviezel Wendy Holdener Rahel Kopp Markus Vogel Ersatzfahrer: Michelle Gisin, Reto Schmidiger               |

Datum: Dienstag, 12. Februar 2013, 17:00 Uhr

Strecke: Planai
Der Mannschaftswettbewerb wurde in Form eines Parallelriesenslaloms ausgetragen. Pro Durchgang fuhren in vier Läufen abwechselnd je zwei Damen und zwei Herren eines Teams gegeneinander, pro Lauf erhielt das siegreiche Team einen Punkt; bei identischer Laufzeit bekamen beide Teams einen Punkt. Bei einem Endstand von 2:2 entschied die Summe der Laufzeiten der schnellsten Dame und des schnellsten Herrn pro Team.
Für das Rennen qualifizierten sich die besten 16 Teams der aktuellen Nationencup-Wertung der Saison 2012/13. Die an 15. Stelle liegenden Spanier verzichteten auf einen Start, wodurch nur 15 Teams teilnehmen. Es war dies die bisher höchste Teilnehmerzahl an einem alpinen Mannschaftswettbewerb. 2011 traten elf Nationen an. Für Norwegen war es die erste Teilnahme an einem WM-Teambewerb, Liechtenstein nahm erstmals überhaupt an einem solchen Bewerb teil.
Durch den Verzicht Spaniens erhielten die topgesetzten Österreicher ein Freilos im Achtelfinale.

### Tableau
|  | Achtelfinale | Achtelfinale       | Achtelfinale |                    |             | Viertelfinale     | Viertelfinale     | Viertelfinale     |   |  | Halbfinale | Halbfinale | Halbfinale |  |  | Finale | Finale | Finale |
|  |              |                    |              |                    |             |                   |                   |                   |   |  |            |            |            |  |  |        |        |        |
|  | 1            | Österreich         |              |                    |             |                   |                   |                   |   |  |            |            |            |  |  |        |        |        |
|  |              | Freilos            |              |                    |             |                   |                   |                   |   |  |            |            |            |  |  |        |        |        |
|  | 1            | Österreich         | 3            |                    |             |                   |                   |                   |   |  |            |            |            |  |  |        |        |        |
|  | 1            | Österreich         | 3            |                    |             |                   |                   |                   |   |  |            |            |            |  |  |        |        |        |
|  |              |                    | 8            | Slowenien          | 1           |                   |                   |                   |   |  |            |            |            |  |  |        |        |        |
|  | 8            | Slowenien          | 8            | Slowenien          | 1           | 2                 |                   |                   |   |  |            |            |            |  |  |        |        |        |
|  | 8            | Slowenien          |              |                    |             | 2                 |                   |                   |   |  |            |            |            |  |  |        |        |        |
|  | 9            | Norwegen           | 2            |                    |             |                   |                   |                   |   |  |            |            |            |  |  |        |        |        |
|  | 9            | Norwegen           | 2            | 1                  | Österreich  | 4                 |                   |                   |   |  |            |            |            |  |  |        |        |        |
|  |              |                    |              | 1                  | Österreich  | 4                 |                   |                   |   |  |            |            |            |  |  |        |        |        |
|  |              | 5                  | Deutschland  | 0                  |             |                   |                   |                   |   |  |            |            |            |  |  |        |        |        |
|  | 5            | 5                  | Deutschland  | 0                  | Deutschland | 3                 |                   |                   |   |  |            |            |            |  |  |        |        |        |
|  | 5            |                    |              |                    | Deutschland | 3                 |                   |                   |   |  |            |            |            |  |  |        |        |        |
|  | 12           | Kroatien           | 1            |                    |             |                   |                   |                   |   |  |            |            |            |  |  |        |        |        |
|  | 12           | Kroatien           | 1            | 5                  | Deutschland | 2                 |                   |                   |   |  |            |            |            |  |  |        |        |        |
|  |              |                    |              | 5                  | Deutschland | 2                 |                   |                   |   |  |            |            |            |  |  |        |        |        |
|  |              |                    | 4            | Frankreich         | 2           |                   |                   |                   |   |  |            |            |            |  |  |        |        |        |
|  | 4            | Frankreich         | 4            | Frankreich         | 2           | 4                 |                   |                   |   |  |            |            |            |  |  |        |        |        |
|  | 4            | Frankreich         |              |                    |             |                   |                   |                   |   |  |            |            |            |  |  |        |        |        |
|  | 13           | Slowakei           | 0            |                    |             |                   |                   |                   |   |  |            |            |            |  |  |        |        |        |
|  | 13           | Slowakei           | 0            | 1                  | Österreich  | 4                 |                   |                   |   |  |            |            |            |  |  |        |        |        |
|  |              |                    |              |                    |             |                   |                   |                   |   |  |            |            |            |  |  |        |        |        |
|  |              | 6                  | Schweden     | 0                  |             |                   |                   |                   |   |  |            |            |            |  |  |        |        |        |
|  | 6            | 6                  | Schweden     | 0                  | Schweden    | 3                 |                   |                   |   |  |            |            |            |  |  |        |        |        |
|  | 6            |                    |              |                    | Schweden    | 3                 |                   |                   |   |  |            |            |            |  |  |        |        |        |
|  | 11           | Finnland           | 1            |                    |             |                   |                   |                   |   |  |            |            |            |  |  |        |        |        |
|  | 11           | Finnland           | 1            | 6                  | Schweden    | 3                 |                   |                   |   |  |            |            |            |  |  |        |        |        |
|  |              |                    |              | 6                  | Schweden    | 3                 |                   |                   |   |  |            |            |            |  |  |        |        |        |
|  |              |                    | 3            | Vereinigte Staaten | 1           |                   |                   |                   |   |  |            |            |            |  |  |        |        |        |
|  | 3            | Vereinigte Staaten | 3            | Vereinigte Staaten | 1           | 3                 |                   |                   |   |  |            |            |            |  |  |        |        |        |
|  | 3            | Vereinigte Staaten |              |                    |             | 3                 |                   |                   |   |  |            |            |            |  |  |        |        |        |
|  | 14           | Liechtenstein      | 2            |                    |             |                   |                   |                   |   |  |            |            |            |  |  |        |        |        |
|  | 14           | Liechtenstein      | 2            | 6                  | Schweden    | 3                 |                   |                   |   |  |            |            |            |  |  |        |        |        |
|  |              |                    |              | 6                  | Schweden    | 3                 |                   |                   |   |  |            |            |            |  |  |        |        |        |
|  |              | 10                 | Kanada       | 1                  |             |                   |                   |                   |   |  |            |            |            |  |  |        |        |        |
|  | 7            | 10                 | Kanada       | 1                  | Schweiz     | 1                 |                   |                   |   |  |            |            |            |  |  |        |        |        |
|  | 7            |                    |              |                    |             |                   |                   |                   |   |  |            |            |            |  |  |        |        |        |
|  | 10           | Kanada             | 3            |                    |             | Rennen um Platz 3 | Rennen um Platz 3 | Rennen um Platz 3 |   |  |            |            |            |  |  |        |        |        |
|  | 10           | Kanada             | 3            | 10                 | Kanada      | Rennen um Platz 3 | Rennen um Platz 3 | Rennen um Platz 3 | 2 |  |            |            |            |  |  |        |        |        |
|  |              |                    |              | 10                 | Kanada      | 5                 | Deutschland       | 2                 | 2 |  |            |            |            |  |  |        |        |        |
|  |              |                    | 15           | Tschechien         | 2           | 5                 | Deutschland       | 2                 |   |  |            |            |            |  |  |        |        |        |
|  | 2            | Italien            | 15           | Tschechien         | 2           | 1                 | 10                | Kanada            | 2 |  |            |            |            |  |  |        |        |        |
|  | 2            | Italien            |              |                    |             |                   |                   | Kanada            | 2 |  |            |            |            |  |  |        |        |        |
|  | 15           | Tschechien         | 3            |                    |             |                   |                   |                   |   |  |            |            |            |  |  |        |        |        |

## Sonstiges

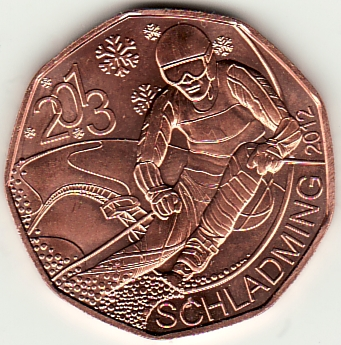
5-Euro-Münze

Anlässlich der Weltmeisterschaften wurden bei der österreichischen Post drei Sonderbriefmarken aufgelegt, die vom Maler Christian Ludwig Attersee gestaltet wurden. Weiters erschien 2012 in Österreich eine 5-Euro-Münze, die von Helmut Andexlinger und Herbert Wähner gestaltet wurde.
Im November 2015 veröffentlichte der Rechnungshof einen kritischen Prüfbericht über die Skiweltmeisterschaften 2013.